# Biston dorinda
Biston dorinda là một loài bướm đêm trong họ Geometridae.